# Загублений у кімнаті сміху
"Загублений у кімнаті сміху" — збірка короткої прози американського письменника Джона Барта. Постмодерні оповідання побудовані на саморефлексії автора і вважаються яскравим прикладом метамистецтва.
Хоча репутація Барта заснована головним чином на його довгих романах, оповідання «Подорож нічним морем», «Загублений у кімнаті сміху», «Заголовок» та «Автобіографія» з цієї збірки увійшли до низки антологій.

## Зміст
Кожне оповідання можна вважати завершеним та незалежним від інших: насправді, кілька з них були опубліковані окремо, перш ніж опинитися у збірці. Однак Барт наполягає на серійному характері оповідань і на тому, що в них можна знайти наріжну лінію, протягнуту через збірку.
Список оповідань
1. «Обрамлювальна оповідка»
2. «Подорож нічним морем»
3. «Амброуз, його знак»
4. «Автобіографія»
5. «Водне послання»
6. «Петиція»
7. «Загублений у кімнаті сміху»
8. «Ехо»
9. «Дві медитації»
10. «Заголовок»
11. «Глосолалія»
12. «Історія життя»
13. «Менелаїда»
14. «Аноніміада»

В українському виданні перед першим оповіданням також містяться передмова до видання "Енчор Букз" та авторська примітка (1968).
Книга починається «Обрамлювальною оповідкою». Це «історія», що складається із двох фраз, написаних вертикально із двох боків однієї сторінки: «Одного разу там» та «Була історія, що почалася». Якщо вирізати цю смужку та скріпити її краї, то утвориться стрічка Мебіуса, про що сам Барт пише в одній із передмов до збірки. Це призводить до regressus ad infinitum, циклу без початку і кінця.
«Подорож нічним морем» є оповіддю від першої особи, яка є неназваною істотою. Можна припустити, що нею є сперматозоїд на шляху до запліднення яйцеклітини, однак це лише одна з можливих інтерпретацій. Це оповідання алегорично відтворює все людське життя в стислому вигляді.
Дія «Петиції» відбувається в 1931 році. Один із сіамських близнюків, з’єднаних животом зі спиною свого брата, пише петицію до Праджадіпока, короля Сіаму, протестуючи проти того, що його брат не визнає його існування.
У «Меналаїді» Барт проводить читача через сім металептичних рівнів. Меналай впадає у відчай, коли його історія застрягає між своїми рівнями, а також між розділовими знаками. У цій оповідці одна історія обрамляється іншою, а потім іншою, і все це супроводжують міжконтекстуальні діалоги.
«Автобіографія» написана від імені самої прози. Усе оповідання є послідовною деконструкцією, яка висвітлює ставлення Барта до літературних процесів його часу та його власний емоційний стан, пов'язаний із творчим процесом.
Оповідання «Амброуз, його знак», «Водне послання» та центральне «Загублений у кімнаті сміху» стосуються хлопчика на ім’я Амброуз та членів його родини. Перша історія розказана від першої особи та оповідає про те, як Амброуз дістав своє ім’я. Друга написана від третьої особи в нарочито застарілому стилі. Третя, найбільш метахудожня із трьох, побудована на прийомі деконструктивізму, оскільки оповідач постійно коментує форму та процес написання цього оповідання.
«Історія життя» — ще один метамодерністський коментар до власної творчості. Барт описує сварку пари або подружжя, не надаючи персонажам імен та описів та пропускаючи фрагменти сюжету. Натомість просто вживає слова «заповнити пропуски».

## Контекст написання
Вступивши в 1947 році в Університет Джона Гопкінса, Барт записався на один із двох курсів креативного письма, доступних на той час у США. Згодом він став одним із перших штатних викладачів цієї дисципліни. Оповідання в "Загублений у кімнаті сміху" — це демонстрація його професійної стурбованості сучасними літературними процесами та художніми формами.
"Загублений у кімнаті сміху" була другою книгою Барта після "The Literature of Exhaustion" (1967). У згаданому есеї Барт стверджував, що традиційні способи реалістичного письма вичерпано і вони більше не можуть прислужитися сучасному письменнику, однак вичерпання цих технік можна перетворити на нове джерело натхнення. Як приклади, Барт навів низку сучасних письменників, таких як Семюель Беккет і Хорхе Луїс Борхес. Дехто згодом став сприймати це есе як ранній опис постмодернізму. Сам Барт також вважав історії із "Загублений у кімнаті сміху" «переважно пізньомодерними» і «постмодерністськими».

## Реакція
1968 року «Загублений у кімнаті сміху» була номінований на Національну книжкову премію.
Серед недоброзичливців Барта був Джон Ґарднер, який сказав у «On Moral Fiction», що оповідання Барта аморальні та фальшиві, оскільки вони зображують життя абсурдним.
У 1981 році Майкл Гінден назвав збірку «одним із найжвавіших та найяскравіших творів художньої літератури, опублікованих за останнє десятиліття». Макс Шульц сказав, що «кар'єрна зрілість Барта-байкаря починається з "Загубленого у кімнаті сміху"», а Девід Моррелл назвав однойменне оповідання «найбільш важливою, прогресивною, визначальною американською короткою прозою свого десятиліття».

## Українське видання
В Україні перекладена збірка вийшла друком у 2023 році у видавництві Tempora. Переклад виконав Максим Нестелєєв, йому ж належить примітка під назвою "Гомер, Барт і жодного Сімпсона"  наприкінці книги. Редагувала текст Богдана Романцова.